# Alberto García Aspe
Alberto García Aspe Mena (Città del Messico, 11 maggio 1967) è un ex calciatore messicano, di ruolo centrocampista.

## Palmarès

### Club

#### Competizioni nazionali
- Campionato messicano: 4

Pumas UNAM: 1991
Necaxa: 1994-1995, 1995-1996, Invierno 1998
- Campionato argentino: 2

River Plate: Apertura 1996, Clausura 1997

#### Competizioni internazionali
- CONCACAF Champions' Cup: 1

Pumas UNAM: 1989
- CONCACAF Cup Winners Cup: 1

Necaxa: 1994
- Coppa Libertadores: 1

River Plate: 1996

### Nazionale
- Gold Cup: 1

1996
- Confederations Cup: 1

1999

### Individuale
- Scarpa d'oro del campionato del mondo Under-20: 1

URSS 1985 (3 gol)